# Wilbertoord

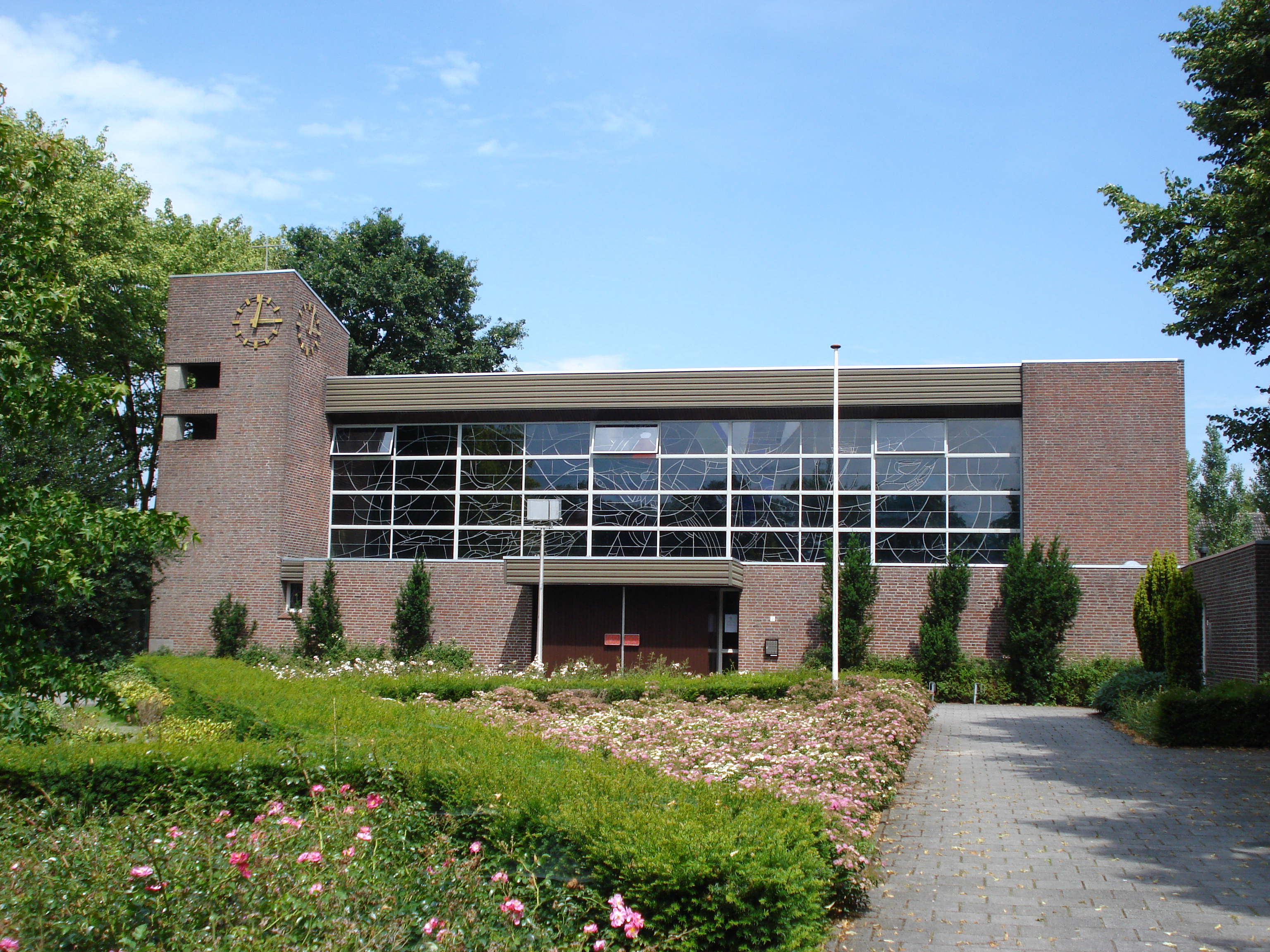
Wilbertoord, l'église Saint Joseph

Wilbertoord est une localité de la commune néerlandaise de Mill en Sint Hubert en la province du Brabant-Septentrional situé au nord-est de la région naturelle du Peel. Le 1er janvier 2007, le village compte 1118 habitants.

## Histoire
Wilbertoord est le plus jeune des quatre villages qui forment la commune de Mill en Sint Hubert. Vers 1837 il n'y avait que six maisons sur le territoire du village, qui n'était que hautes fagnes et forêts humides sur un fond sablonneux, et qui tombait sous la juridiction du village de Sint Hubert. 

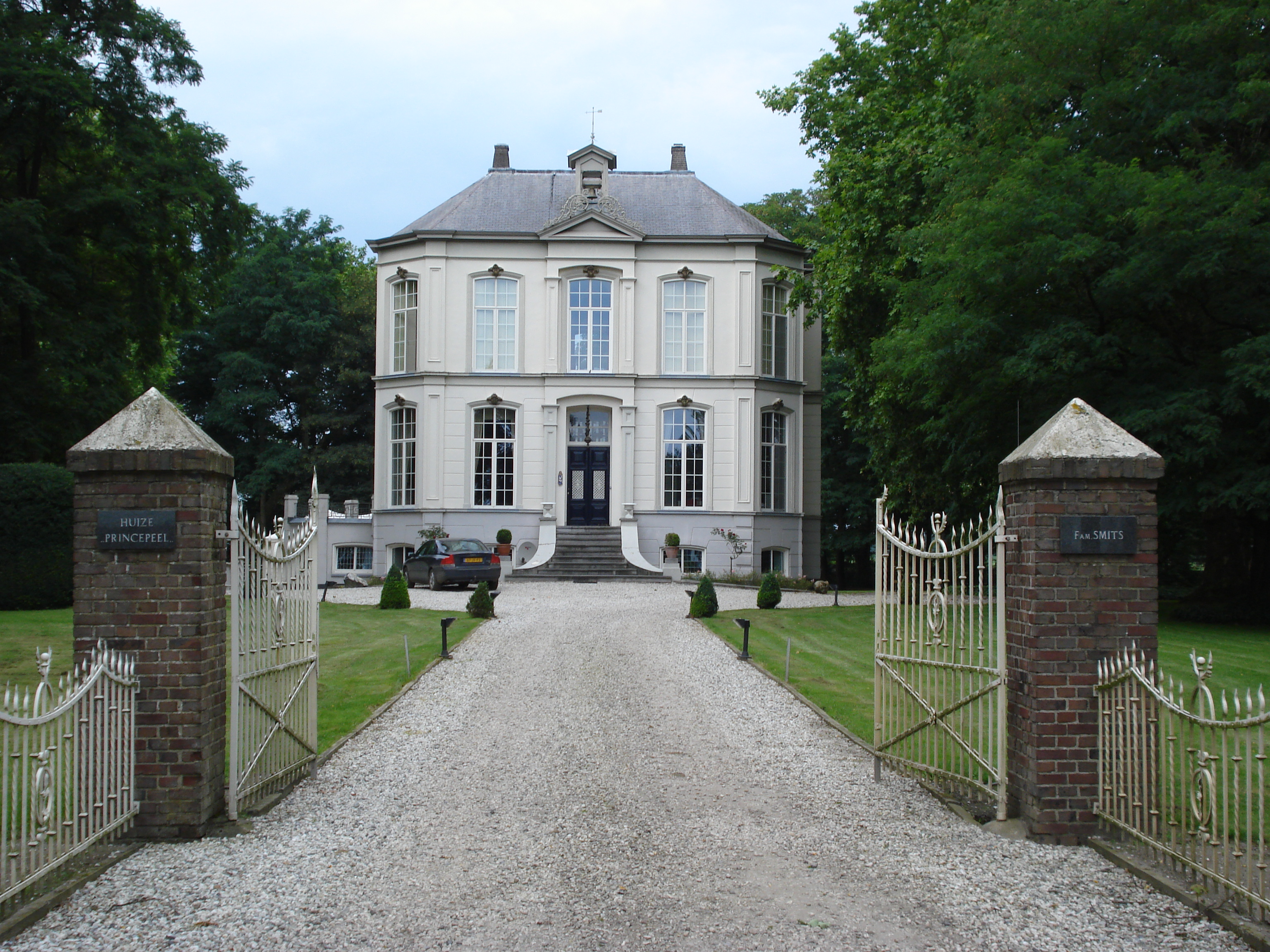
Wilbertoord, la maison domaniale Princepeel

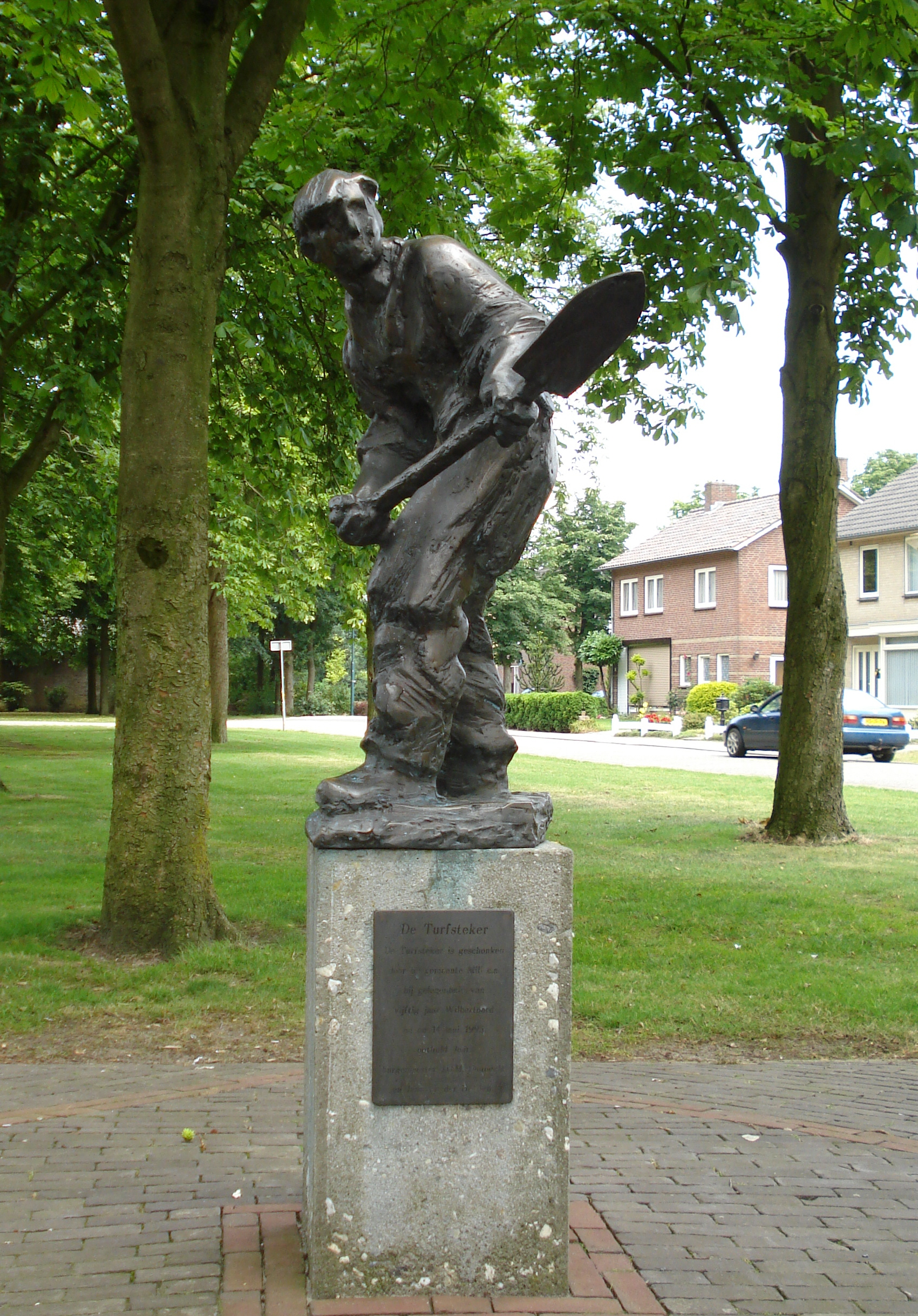
Wilbertoord, statue Le Tourbier

Fin XIXe siècle, l'installation de tourbiers donne naissance à un vrai village. Wilbertoord est une des dernières colonies de tourbiers du Peel fondées au XIXe siècle. En souvenir de cela, le village a inauguré en 1995 une statue : Le Tourbier.
En 1925, Wilbertoord ouvre sa première école primaire avec trois classes.
En 1945, on construit une église provisoire avec des matériaux laissés sur place à la fin de la guerre par l'armée; la paroisse de Mill s'occupe des services religieux jusqu'en 1958. En 1958 Willbertoord devient paroisse indépendante. En 1965 on commence la construction de l'église paroissiale Saint Joseph, qui est inaugurée le 6 mai 1966. Depuis 2004, la paroisse est un des 5 partenaires de l'unité pastorale de Mill.
Sur le territoire de Wilbertoord se trouve le domaine Princepeel. Cette petite partie du Peel était propriété des Seigneurs de Cuijk, Princes d'Orange, ce qui explique le nom Peel du prince. Le domaine actuel est une exploitation agricole de gestion écologique qui a construit autour de l'élevage de porcs à grande échelle une diversité de systèmes traditionnels, biologiques, écologiques avec méthaniseurs et d'autres systèmes de recyclage. En 2007, on y ajoute un terrain de golf.

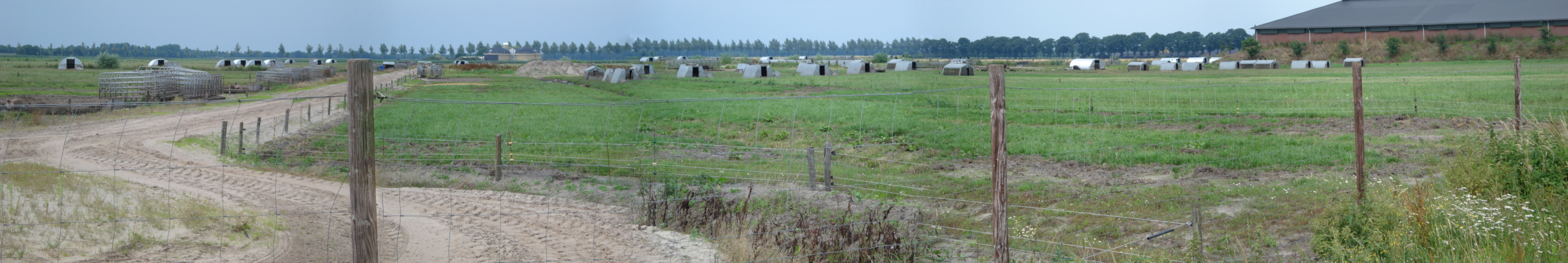
Wilbertoord, panorama entreprise écologique d'élevage de porcs Princepeel